# Habreuresis falcata
Habreuresis falcata là một loài nhện trong họ Linyphiidae. Loài này được phát hiện ở Chile.